# Sivatagi csuk
A sivatagi csuk (Saxicola macrorhynchus) a madarak osztályának a verébalakúak (Passeriformes) rendjéhez és a  légykapófélék (Muscicapidae) családjához tartozó faj.

## Rendszerezése
A fajt Ferdinand Stoliczka cseh ornitológus írta le 1872-ben, a Pratincola nembe Pratincola macrorhyncha néven.

## Előfordulása
Afganisztán, India és Pakisztán területén honos. Természetes élőhelyei a szubtrópusi vagy trópusi sivatagok, gyepek és cserjések. Állandó, nem vonuló faj.

## Megjelenése
Testhossza 17 centiméter.
|  |

## Természetvédelmi helyzete
Az elterjedési területe nem nagy, egyedszáma 2500-9999 példány közötti és csökken. A Természetvédelmi Világszövetség Vörös listáján sebezhető fajként szerepel.